# Zbigniew Przybysz
Zbigniew Przybysz (ur. w 1958 w Sępólnie Krajeńskim) – polski artysta fotograf. Członek rzeczywisty i Artysta Fotoklubu Rzeczypospolitej Polskiej Stowarzyszenia Twórców (AFRP).

## Życiorys
Zbigniew Przybysz mieszka i pracuje w Toruniu – fotografuje od 1974 roku. W latach 1986–1996 pracował jako instruktor fotografii w Miejskim Domu Kultury „Centrum” w Toruniu. Od 1999 roku realizuje twórczość fotograficzną związaną przede wszystkim z pejzażem, portretem i martwą naturą. Od 2001 roku jest opiekunem, kuratorem „Fotogalerii”, obecnie „Galerii Muz” (2007); w toruńskim Domu Muz. 
Jest autorem i współautorem wielu wystaw fotograficznych; w Polsce i za granicą; indywidualnych, zbiorowych i poplenerowych. Jest aktywnym uczestnikiem cyklicznych (plenerowych) Ogólnopolskich Spotkań Fotografów w Toruniu. W 2012 roku Zbigniew Przybysz został uhonorowany toruńską statuetką „Flisaka”. 
W 2010 roku został przyjęty w poczet członków Fotoklubu Rzeczypospolitej Polskiej Stowarzyszenia Twórców (legitymacja nr 280). Jego prace zaprezentowano w Almanachu (1995–2017), wydanym przez Fotoklub Rzeczypospolitej Polskiej Stowarzyszenie Twórców (w 2017 roku) – Zbigniew Przybysz jest autorem projektu graficznego do tego wydawnictwa.

## Odznaczenia
- Srebrny Medal „Za Fotograficzną Twórczość”[22]